# Mieczniki
Mieczniki ist ein kleines Dorf in der polnischen Woiwodschaft Ermland-Masuren, das zur Landgemeinde Banie Mazurskie (deutsch Benkheim) im Powiat Gołdapski (Kreis Goldap) gehört.
Mieczniki liegt im Nordosten der Woiwodschaft Ermland-Masuren an der polnischen Woiwodschaftsstraße DW 650, der einstigen deutschen Reichsstraße 136, die die Kreisstädte Węgorzewo (Angerburg) und Gołdap (Goldap) miteinander verbindet.
Das Dorf ist nach 1945 gegründet, eine frühere deutsche Ortsstelle bzw. ein deutscher Ortsname ist nicht auszumachen. Mit seinen 118 Einwohnern gehört Mieczniki heute zur Landgemeinde Banie Mazurskie im Powiat Gołdapski, vor 1998 der Woiwodschaft Suwałki, seither der Woiwodschaft Ermland-Masuren zugehörig.
Kirchlich ist das Dorf zur katholischen Pfarrei Banie Mazurskie im Dekanat Gołdap im Bistum Ełk (Lyck) der Römisch-katholischen Kirche in Polen bzw. zur evangelischen Kirche in Gołdap, einer Filialkirche von Suwałki in der Diözese Masuren der Evangelisch-Augsburgischen Kirche in Polen hin orientiert.